# اینترنت شهر دبی

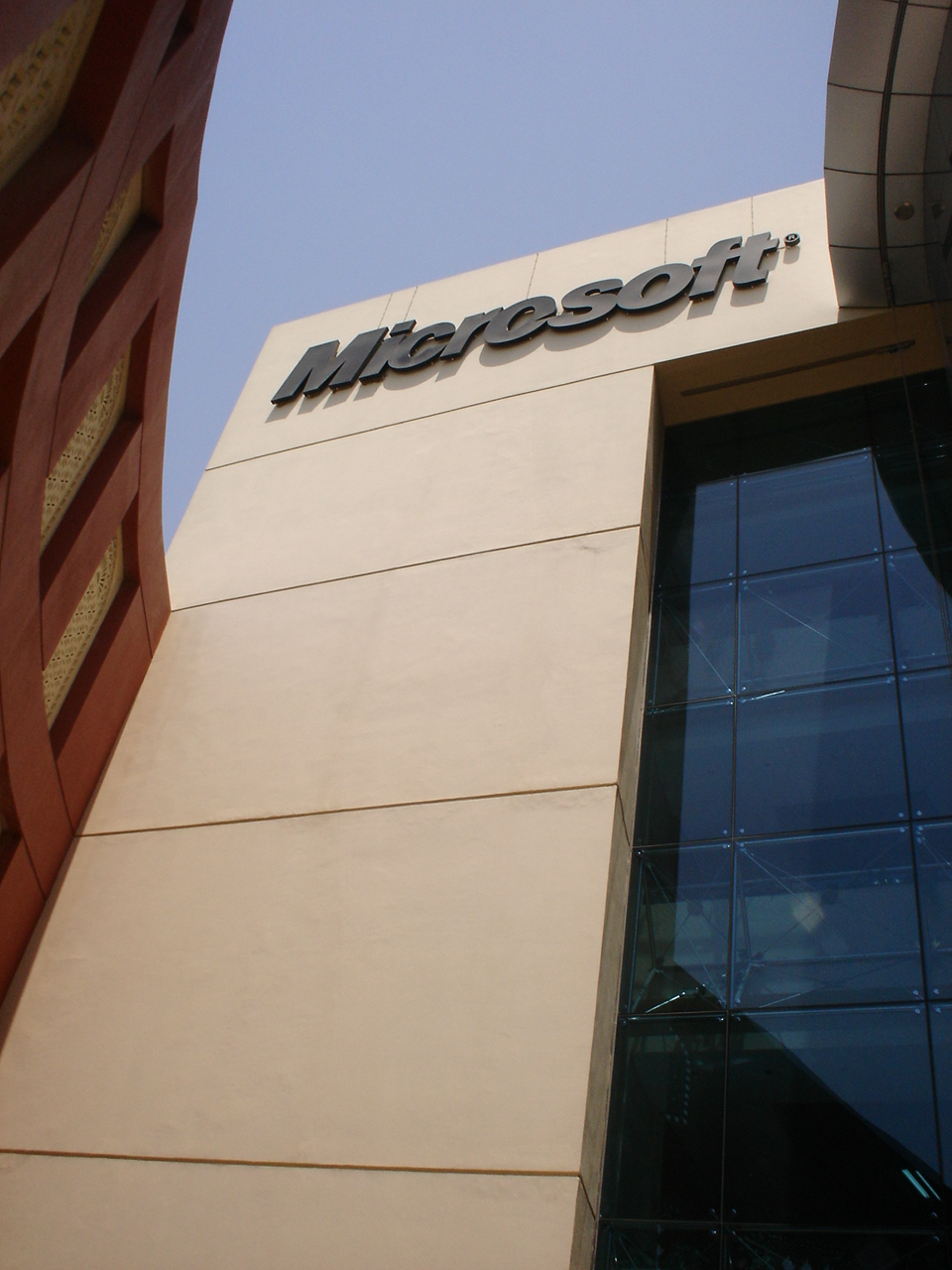
نشانه مایکروسافت در ورودی پردیس مایکروسافت دبی، اینترنت اینترنتی دبی.

اینترنت شهر دبی (عربی: مدينة دبي للإنترنت) DIC یک منطقه آزاد برای فناوری اطلاعات است که توسط دولت دبی به فرمان محمد بن راشد آل مکتوم به عنوان منطقه اقتصادی آزاد و پایگاهی استراتژیک برای شرکت‌هایی که در پی بازارهای نوظهور هستند، تأسیس شده‌است.

## وسعت اینترنت
در حال حاضر وسعت اینترنت شهر بیش از یک و نیم میلیون فوت است، و در آن بیش از ۸۵۰ شرکت با بیش از ۱۰٬۰۰۰ کارمند وجود دارد.
برخلاف بسیاری از مناطق دولت امارات متحده عربی، قوانین امیرنشین دبی به جز قوانین مجوز در اینترنت شهر اعمال می‌شود، به‌صورتی که در آن شریک شهروند به عنوان یک منطقه آزاد مورد نیاز نیست. و همچنین مشمول تعرفه‌های گمرگی اعمال شده در امارات نمی‌گردد.
این شهر با میزبانی شرکت‌های بین‌المللی و منطقه ای، تبدیل به بزرگ‌ترین پارک تجاری برای فناوری اطلاعات و ارتباطات در منطقه خاورمیانه و شمال آفریقا شده‌است.
این شهر همچنین میزبان مرکز نوآوری مجید بن محمد است که برای ترویج کارآفرینی و نوآوری‌های تکنولوژیکی در امارات متحده عربی با تمرکز بر پنج هدف کلیدی برای سرعت بخشیدن به توسعه شرکت‌های تازه‌کار، ترویج کارآفرینی، رهبری، نوآوری و فناوری، و مشارکت در تشکیل یک اکوسیستم فناوری اطلاعات و ارتباطات ICT و مهم‌تر از همه، دبی را به عنوان یک مکان ایده‌آل برای معرفی فناوری شرکت‌های تازه‌کار تبلیغ می‌کند.

## چشم‌انداز و مأموریت
ایجاد زیرساخت‌ها و محیطی که شرکت‌های فناوری اطلاعات و ارتباطات ICT را قادر می‌سازد تا با مزیت رقابتی عالی در پهنه‌های محلی و منطقه ای و جهانی کار کنند. همچنین هدف آن فراهم ساختن فرصت‌های رشد برای شرکای تجاری با حمایت از فعالیت‌های مختلف کسب و کار از طریق همکاری با شرکای تجاری و تقویت رهبری فکری است.

## تاریخچه
- ۱۹۹۹: مقام عالی محمد بن راشد مکتوم DIC را در مراسم اعطای جوایز اعلام کرد.
- ۲۰۰۰: محمد القرقاوی رئیس دبی هلدینگ برنامه DIC را در کنفرانس آی بی ام اعلام کرد.
- ۲۰۰۰: با اعلام DIC استقبال زیادی بعمل آمد به‌صورتی که منجر به صدور مجوز ۱۰۰ شرکت در ماه ژانویه شد.
- ۲۰۰۴: DIC. منطقه آزاد دبی را اعلام کرد.
- ۲۰۰۵: DIC به شبکه بین‌المللی هوشمند بین‌المللی پیوست.
- ۲۰۰۶: شرکت فناوری اطلاعات و ارتباطات در DIC به ۹۰۰ شرکت دسترسی دارد.
- ۲۰۰۸: گزارش واحد اطلاعات اقتصادی (DIC) به عنوان یک موتور اصلی تحول اقتصادی کشور است.
- ۲۰۰۸: DIC نخستین مقاله سفید (بروشور کالا) برای ICT را در منطقه راه اندازی کرد.
- ۲۰۰۸: میزبانی اولین رویداد منطقه ای برای مدیران گوگل در دبی.
- ۲۰۰۹: میزبانی "BarCamp " دولت امارات برای تکنولوژی و حرفه ای‌های رسانه‌های جدید.
- ۲۰۱۰: DIC سری تعالی "Excellence" را برای ارتقاء حرفه‌ای در جامعه ICT راه اندازی کرد.
- ۲۰۱۰: DIC ۱۰ سال رشد را در هفته فناوری GITEX جشن گرفت.
- ۲۰۱۰: ۱۵۰ شرکت فناوری اطلاعات و ارتباطات اضافه شدند.
- ۲۰۱۱: انتشار گزارش صنایع ICT در امارات متحده عربی.[۴]

## جوایز
- DIC جوایز بسیاری کسب کرد، از جمله:
- ۲۰۰۷: برند - امارات متحده عربی
- ۲۰۰۸: بهترین منطقه آزاد برای فناوری پیشرفته - مجله سرمایه‌گذاری مستقیم خارجی در (FDi)
- ۲۰۰۹: جایزه شریک پلیس دبی
- ۲۰۰۹: برند - امارات متحده عربی
- ۲۰۱۰: چهارمین رده از بهترین انگیزه‌ها در سطح جهانی و در خاورمیانه در مجله (FDi)
- ۲۰۱۱: مهم‌ترین مناطق آزاد جهان در آینده